# Ditiki Mani
Ditiki Mani (gr. Δήμος Δυτικής Μάνης, Dimos Ditikis Manis) – gmina w Grecji, w administracji zdecentralizowanej Peloponez, Grecja Zachodnia i Wyspy Jońskie, w regionie Peloponez, w jednostce regionalnej Mesenia. Siedzibą gminy jest Kardamili. W 2011 roku liczyła 6945 mieszkańców. Powstała 1 stycznia 2011 roku w wyniku połączenia dotychczasowych gmin Awia i Lefktro.